# Llista de monuments de l'Àmbit de Ponent
Llista de monuments de l'Àmbit de Ponent inclosos en l'Inventari del Patrimoni Arquitectònic Català per l'àmbit territorial de Ponent. Inclou els inscrits en el Registre de Béns Culturals d'Interès Nacional (BCIN) amb una classificació arquitectònica, els Béns Culturals d'Interès Local (BCIL) immobles i la resta de béns arquitectònics integrants del patrimoni cultural català.
L'any 2009, l'Àmbit de Ponent tenia 295 béns culturals d'interès nacional, entre ells 260 monuments històrics i 7 conjunts històrics, a més de les zones arqueològiques i paleontològiques.
Les llistes estan dividides per comarques, desglossades en llistes municipals en els casos més estesos:
- Llista de monuments de les Garrigues
  - Llista de monuments de l'Albi
  - Llista de monuments de les Borges Blanques
  - Llista de monuments del Vilosell
  - Llista de monuments de Vinaixa
- Llista de monuments de la Noguera
  - Llista de monuments d'Àger
  - Llista de monuments d'Artesa de Segre
  - Llista de monuments de Balaguer
  - Llista de monuments de la Baronia de Rialb
  - Llista de monuments de Camarasa
  - Llista de monuments de Foradada
  - Llista de monuments d'Os de Balaguer
  - Llista de monuments de Vilanova de Meià
- Llista de monuments del Pla d'Urgell
- Llista de monuments de la Segarra
  - Llista de monuments de Biosca
  - Llista de monuments de Cervera
  - Llista de monuments de Guissona
  - Llista de monuments de Montoliu de Segarra
  - Llista de monuments dels Plans de Sió
  - Llista de monuments de Ribera d'Ondara
  - Llista de monuments de Sanaüja
  - Llista de monuments de Sant Guim de Freixenet
  - Llista de monuments de Torà
  - Llista de monuments de Torrefeta i Florejacs
- Llista de monuments del Segrià
  - Llista de monuments d'Artesa de Lleida
  - Llista de monuments de Lleida
  - Llista de monuments de Maials
- Llista de monuments de l'Urgell
  - Llista de monuments d'Agramunt
  - Llista de monuments de Tàrrega

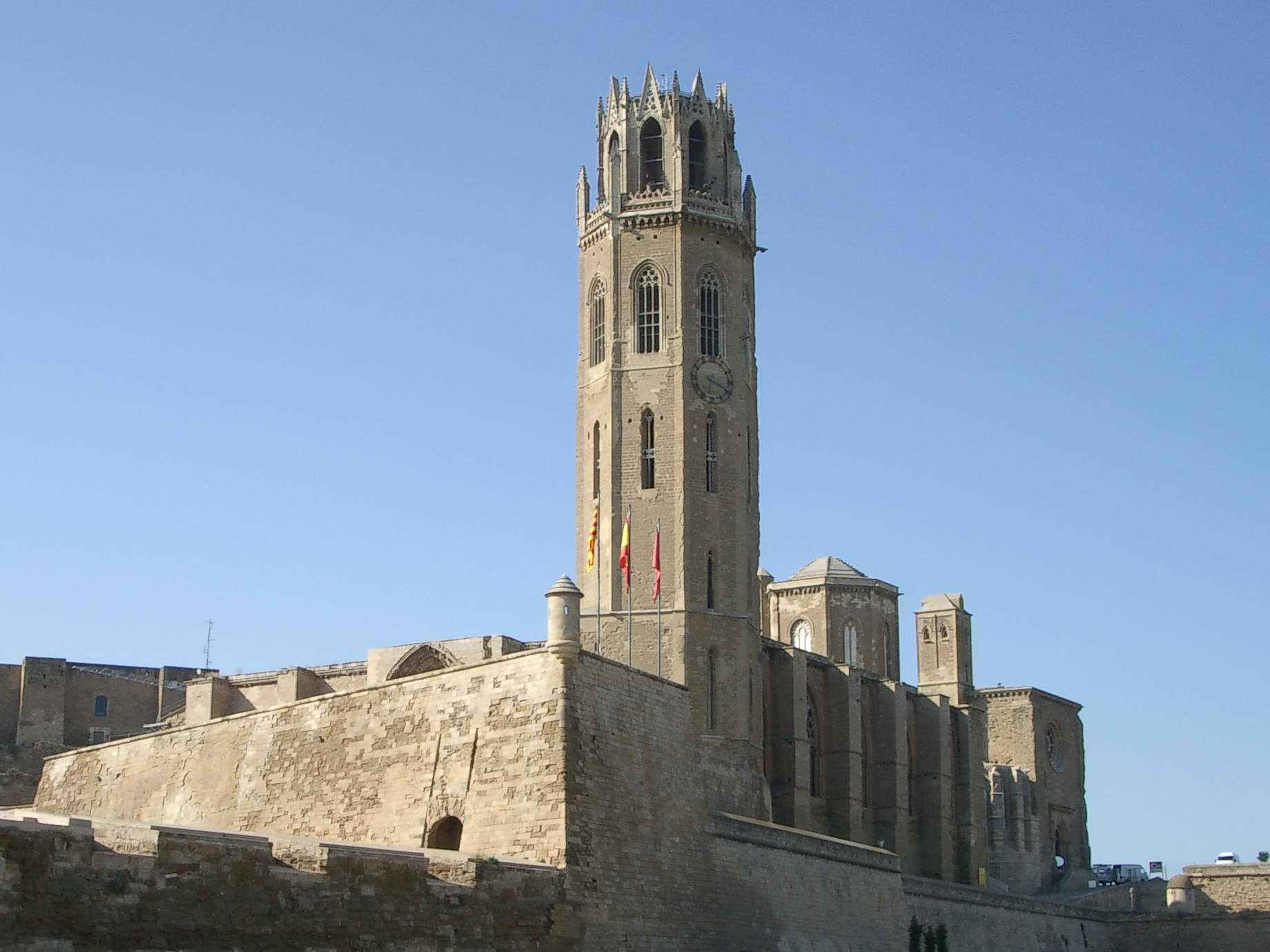
La Seu Vella de Lleida
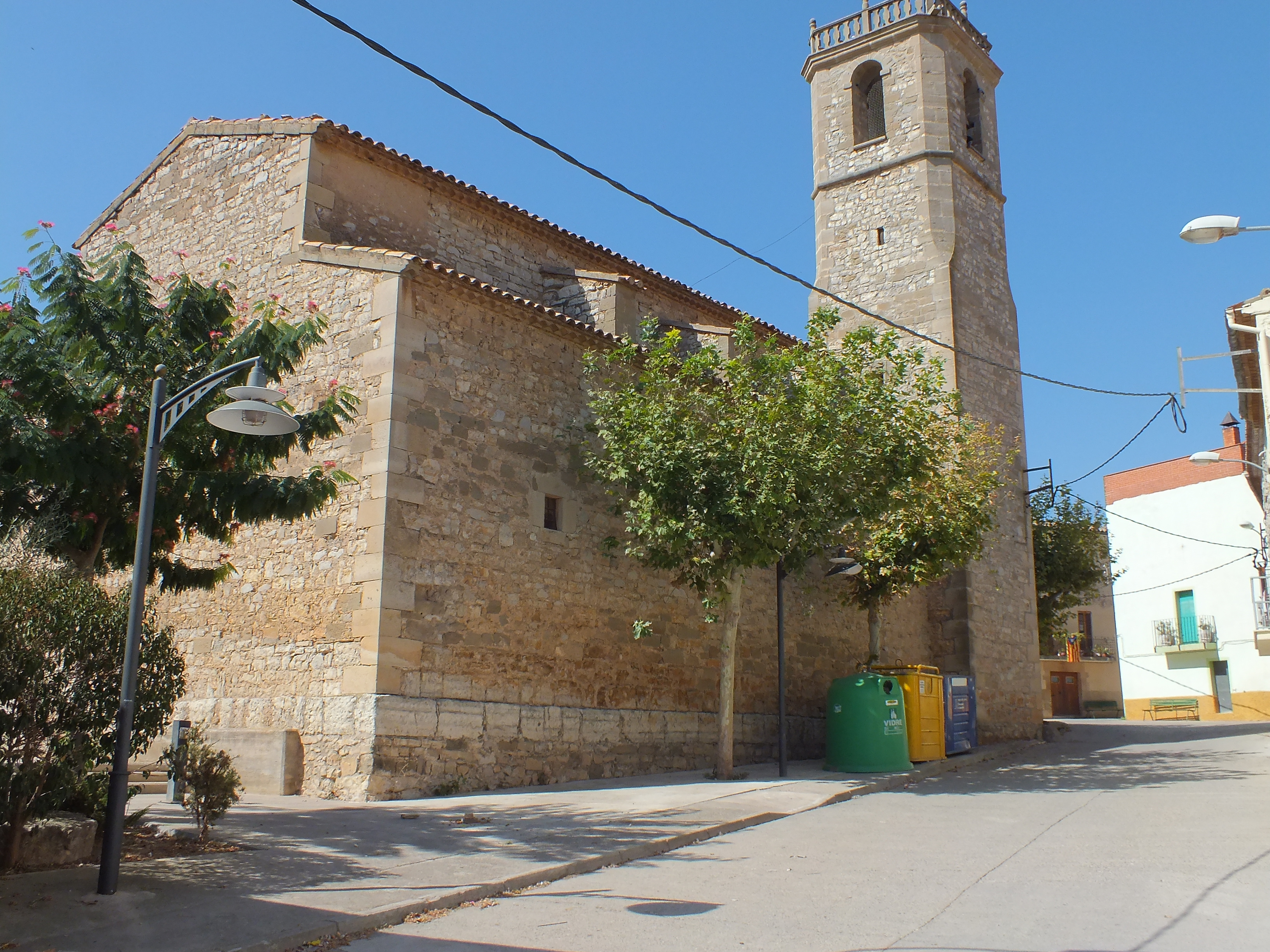
Sant Pere d'Altet (Tàrrega)
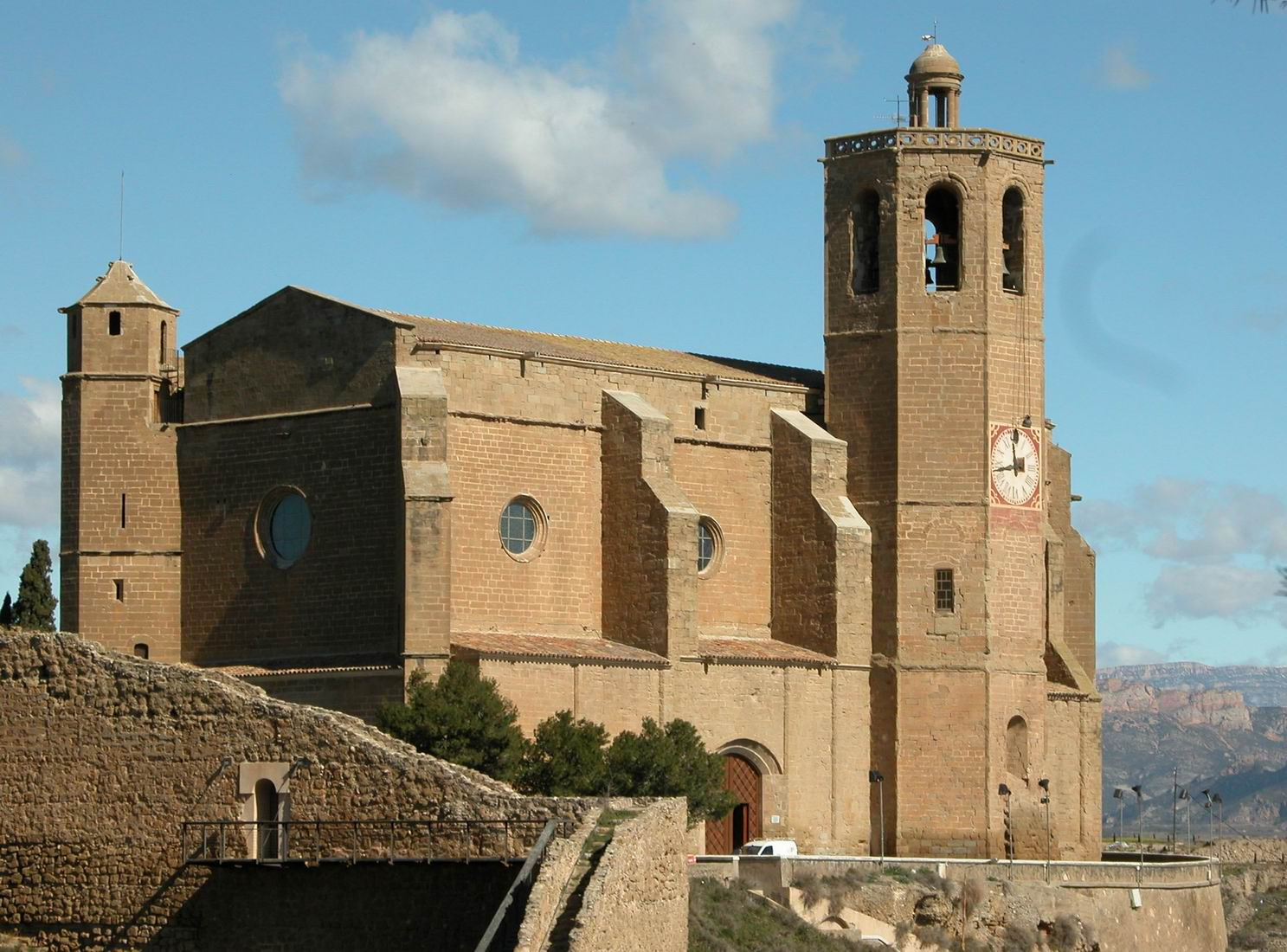
Santa Maria de Balaguer
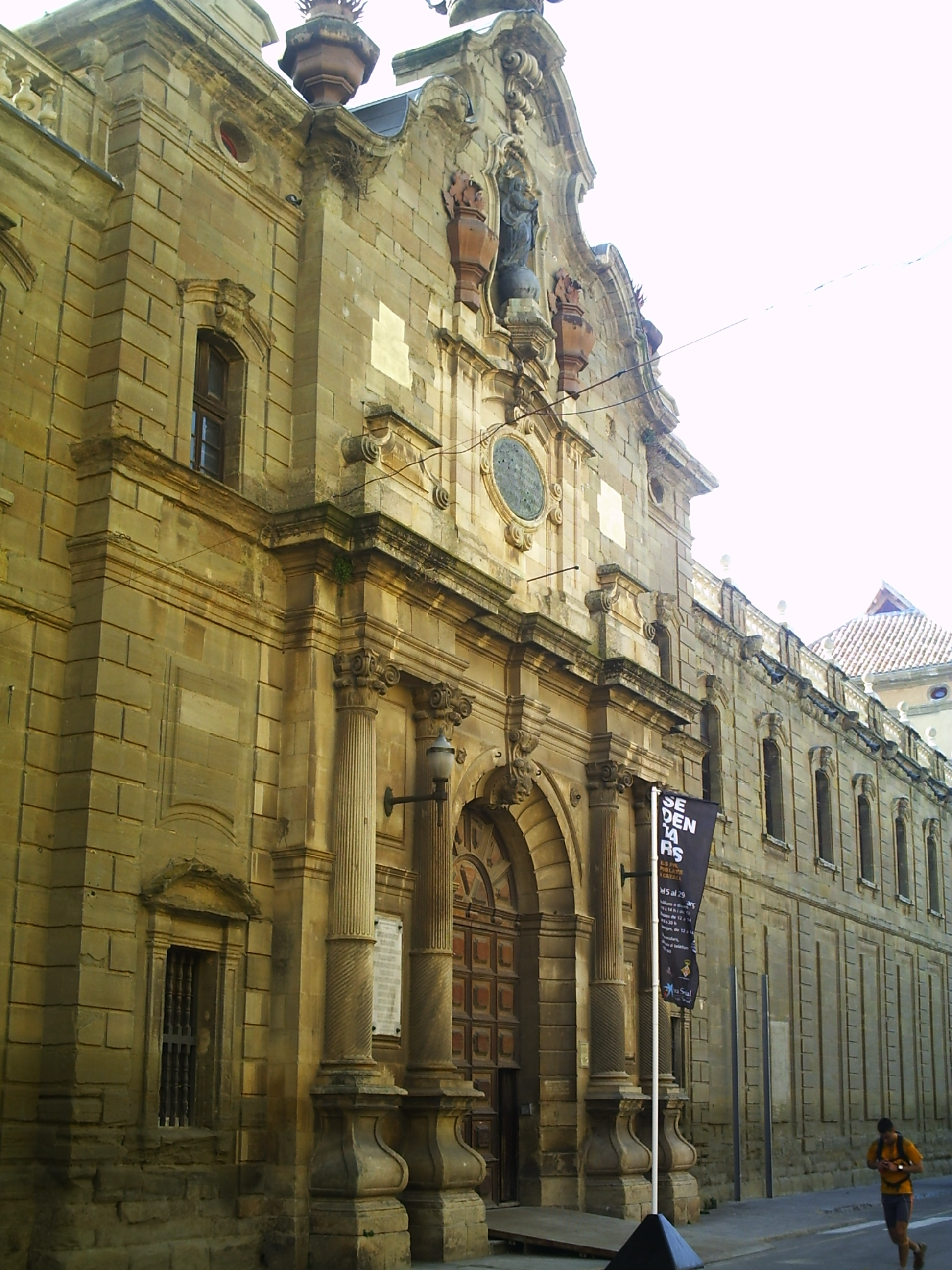
Universitat de Cervera